# Cindy Crawford (atriz pornô)
Cindy Crawford (Las Vegas, 6 de dezembro de 1980) é uma atriz pornográfica norte-americana, conhecida por ter o mesmo nome da super modelo Cindy Crawford. A modelo contestou o uso do nome, mas a atriz pornô foi capaz de provar que era o seu nome legal.

## Carreira
Cindy entrou para a indústria pornográfica em 2002, aos 22 anos de idade. Antes do cinema hardcore, trabalhou como dançarina de topless em Las Vegas, e rapidamente foi contratada por uma das maiores empresas do pornô, Jill Kelly Productions.

## Prêmios e indicações
- 2008: AVN Award – Most Outrageous Sex Scene – Ass Blasting Felching Anal Whores — venceu[5]
- 2008: AVN Award – Best Group Sex Scene - Video – I Dream of Jenna 2 — indicada[6]
- 2008: AVN Award – Best Oral Sex Scene - Video – Black Snake Boned — indicada[6]
- 2007: Adultcon Awards – Best Oral Sex Scene – Stormy Driven — venceu[7]
- 2006: AVN Award – Best Actress, Video – Sodom: The Beginning — indicada[8]
- 2005: AVN Award – Female Performer of the Year — indicada[9]
- 2004: AVN Award – Best New Starlet — indicada[10]